# Black Acid Soul
Black Acid Soul ist das Debütalbum von Lady Blackbird (Künstlername der Sängerin Marley Munroe). Die um 2020/21 im Studio Sunset Sound, Los Angeles entstandenen Aufnahmen erschienen am 3. September 2021 (auch in einer limitierten vinyl-Ausgabe) auf dem Label Fondation Music im Vertrieb der BMG, als Download auf der Plattform Bandcamp. Black Acid Soul besteht hauptsächlich aus Songs der 1960er-Jahre, die einst von Nina Simone, Tim Hardin, Irma Thomas und anderen gesungen wurden. Das Album wurde von der Kritik durchweg gelobt; im Down Beat hieß es: „Dies ist ein Album mit intelligentem Wortspiel, erstaunlicher Songauswahl und elegant zurückhaltender Musikalität.“ Gilles Peterson nennt Lady Blackbird „die Grace Jones des Jazz“.

## Hintergrund
Bevor sie zu Lady Blackbird wurde, hatte sich Marley Munroe, die seit ihrer Kindheit vor Publikum sang und als Teenager bei einem christlichen Musiklabel unter Vertrag stand, in ihrer Heimatstadt Los Angeles in verschiedenen Genres wie Alternative-Rock und R&B versucht. Produziert von Chris Seefried ist Black Acid Soul Munroes erstes Album nach einer Handvoll Singles, einer EP 2013 und mehreren Jahren Studioarbeit und Live-Auftritten. Die Aufnahmen entstanden in Zusammenarbeit mit Seefried an der Gitarre und einem kleinen Ensemble von weiteren Mitarbeitern, darunter der Pianist Deron Johnson, der Bassist Jon Flaugher und der Schlagzeuger Jimmy Paxson, außerdem Trombone Shorty (Trompete) bei einigen Stücken wie „Beware the Stranger“ und
„Nobody's Sweetheart“.
Zum Songmaterial gehört das in der Fassung von Sam Cooke bekannte „Lost and Lookin’“, Nina Simones Bürgerrechtshymne „Blackbird“ und Tim Hardins „It‘ll Never Happen Again“ (von Hardins Debütalbum 1966), außerdem Reuben Bells Stück „It's Not That Easy“ von 1967 und Bill Evans’ langsame Komposition „Peace Piece“ aus dem Jahr 1958, das hier in eine Tondichtung namens „Fix It“ verwandelt wird. Die Erben von Bill Evans gewährten Lady Blackbird und Seefried die Co-Autorenschaft, um Texte und Vocals zu der Komposition hinzuzufügen. Munroe bearbeitet auch „Collage“ der James Gang (ein Stück von ihrem Debütalbum 1969) zu einer modalen Nummer, die gleichermaßen Einflüsse von John Coltrane und der Psychedelic-Band Love schöpfe. Die aufwendigste Produktion des Albums unter Einsatz von Streichern und einem Chor ist „Beware the Stranger“, gleichzeitig auch die Single-Auskopplung. Dies ist eine Version des Songs von The Voices of East Harlem von 1973.

## Titelliste
- Lady Blackbird: Black Acid Soul (Foundation Music/BMG)[8]

1. Blackbird (Nina Simone) 4:00
2. It's Not That Easy (Reuben Bell) 3:00
3. Fix It (Bill Evans, Chris Seefried) 4:50
4. Ruler of My Heart (Naomi Neville) 3:42
5. Nobody's Sweetheart (Chris Seefried) 3:38
6. Collage (Patrick Cullie, Joe Walsh) 3:17
7. Five Feet Tall (Marley Munroe, Chris Seefried) 3:20
8. Lost and Looking (James W. Alexander, Lowell Jordan) 4:21
9. It'll Never Happen Again (Tim Hardin) 3:38
10. Beware the Stranger (Eugene Dixon, James Thompson) 4:13
11. Black Acid Soul (Jonathan Flaugher, Deron Johnson, Marley Munroe, Jimmy Paxson, Chris Seefried) 3:54

### Single-Auskopplungen/Remixes

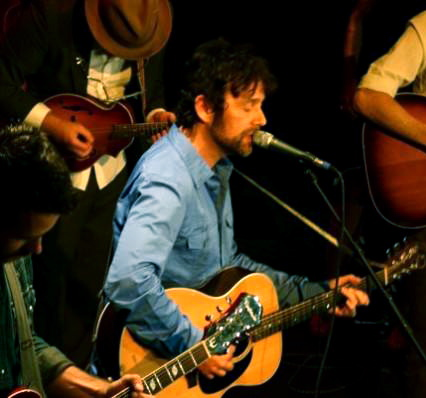
Der Gitarrist Chris Seefried bei einem Auftritt im Clayton Opera House in Clayton, New York 2021

Neben dem Album erschienen zwischen Januar und September 2021 verschiedene Single-Auskopplungen bzw. Remixes von „Blackbird“, „Collage“ und „Beware the Stranger“, u. a. von Chris Seefried, Matthew 'Kingfisher' Herbert, Seth Atkins Horan, KDA, Greg Foat und Emma-Jean Thackray exklusiv auf der Plattform Bandcamp.
Single-Auskopplungen
- 27. Mai 2021: Blackbird[9]
- 24. Juli 2021: Beware the Stranger[10]
- 16. Oktober 2021: Collage[11]

Remixes
- 12. März 2021: Collage Banger Dub Edit (KDA vs Lady Blackbird) [12]

- 15. Januar 2021: Collage (KDA vs Lady Blackbird) / Collage Dub (KDA vs Lady Blackbird)[13]

- 23. April 2021: Collage (Calibre Remix) / Collage (Calibre Dub)[14]
- 19. Juni 2021: Blackbird (Foremost Poets Remixes)[15]
- 19. Juni 2021: Blackbird (Foremost Poets Remixes)[16]
- 3. Juli 2021: Blackbird (Emma-Jean Thackray Remix)[17]
- 21.  August 2021: Beware the Stranger (Matthew Herbert's Wanted Remix)[18]
- 28. August: Beware the Stranger (Chris Seefried's Ambient Excursion Featuring Trombone Shorty)[19]
- 11. September 2021: Beware the Stranger (Ashley Beedle's 'North Street West' Remix)[20]
- 30. Oktober 2021: Collage (Bruise Remix) / Collage (Bruise Dub)[21]
- 13. November 2021: Collage (Greg Foat Remix) / Collage (Greg Foat Instrumental)[22]

### Deluxe Edition
2022 erschien eine Deluxe Edition, die (in der CD-Ausgabe) um einen zweiten Tonträger mit elf zusätzlichen Titeln erweitert wurde, darunter Remixe und Neuinterpretationen bekannter Klassiker.

## Rezeption

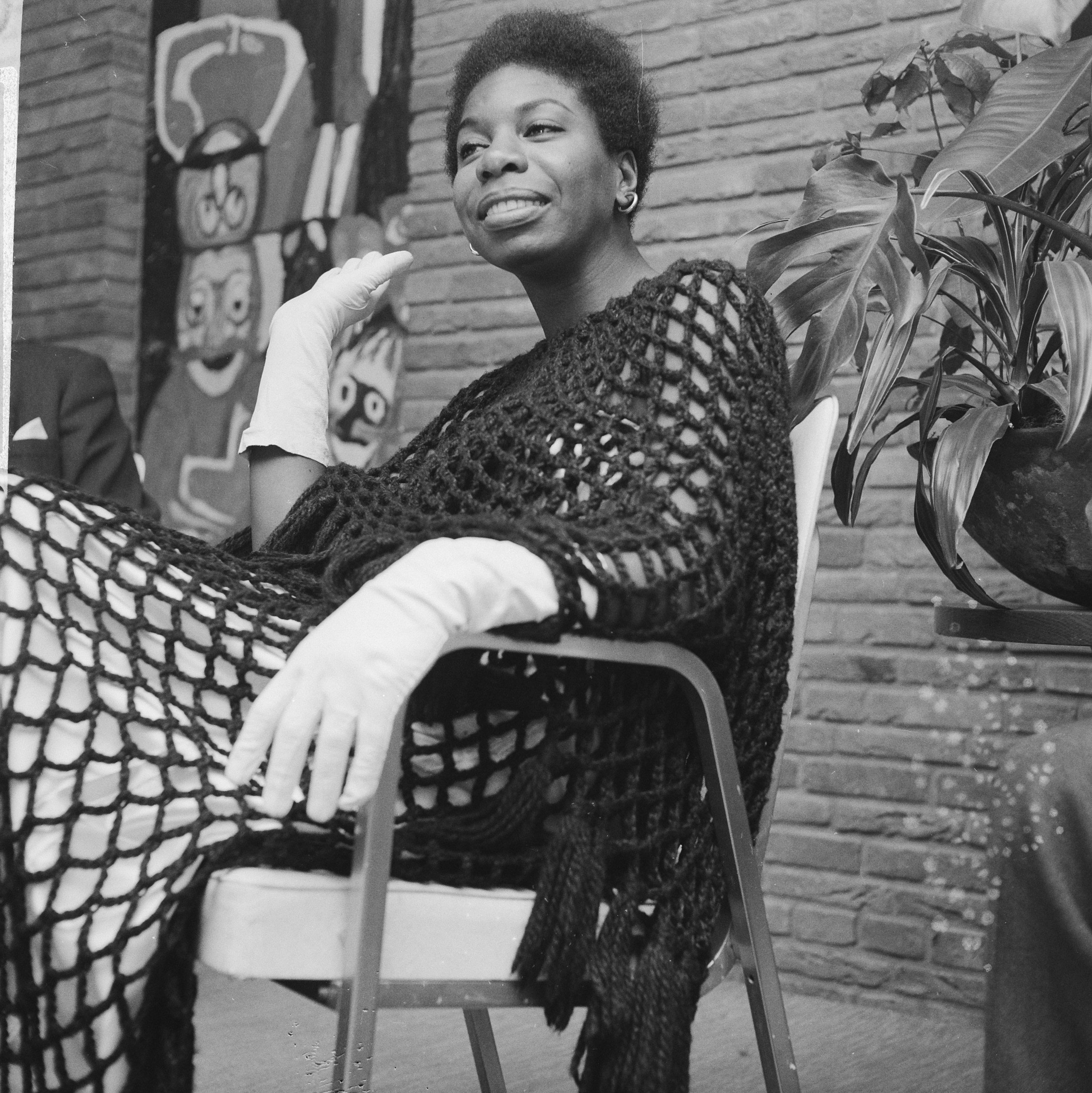
Nina Simone (1965)

Das Album von Lady Blackbird wurde von der Musikkritik überschwänglich gelobt. Das aufregende Debütalbum der in Los Angeles lebenden Sängerin strotze nur so vor Retro-Vibes und Melancholie, lobte etwa das Magazin Jazziz. Das Album kündige die Ankunft einer rätselhaften Sängerin an, die sich jahrelang in verschiedenen Genres versucht habe, bevor eine Partnerschaft mit dem Produzenten Chris Seefried die Künstlerin, die früher als Marley Munroe bekannt war, dazu brachte, sich selbst neu zu erfinden.
Matt Collar verlieh dem Album in Allmusic vier Sterne und schrieb, die Sängerin Marley Munroe (alias Lady Blackbird) beschwöre den eigenwilligen Stil der Sängerin Nina Simone herauf. Ähnlich wie Simone sei Munroe mit einer kehligen, hochresonanten Stimme gesegnet, die gut geeignet sei, einen Jazzstandard zu tragen, aber auch gut zu düsteren R&B-Balladen passe. Mit ihren Begleitmusikern finde sie eine faszinierende Balance zwischen akustischem Jazz und dem Live-Soul von kleinen Gruppen. Auch wenn Lady Blackbirds ausgeprägte Einflüsse und ihre Zuneigung für Nina Simone sicherlich einen Großteil von Black Acid Soul ausmachen, habe das Album eine Unmittelbarkeit und Wärme, die sich „ganz ihr eigen“ anfühle.
Nach Ansicht von John Bungey, der das Album in London Jazz News rezensierte, sei der Hype um Lady Blackbird weitgehend berechtigt; Black Acid Soul sei eine potente Platte, die, ohne selbstbewusst „retro“ zu klingen, an eine Ära vor AutoTune und Pro Tools erinnere. Sie habe schon immer diese Stimme gehabt – ein gefühlvolles Instrument, das die Dramatik von Tina Turner mit der bluesigen Unschärfe von Amy Winehouse verbinde – und sie habe außerdem Präsenz. Sicherlich gehöre Black Acis Soul zu den besten Alben des Jahres 2021.
Alexis Petridis schrieb im Guardian, vom Titel her könnte man meinen, man wüsste, was man von dem Debütalbum der Musikerin Marley Munroe als Lady Blackbird erwarte. Es beschwöre Assoziationen an Jimi-Hendrix-artige Gitarren[sounds], P-Funk und Afrofuturismus. Aber die alte Redewendung, ein Buch nicht nach seinem Einband zu beurteilen, bleibe so wahr wie eh und je.  Zum größten Teil sei Black Acid Soul musikalisch zurückhaltend, schroff und im Jazz verwurzelt: Bass, Klavier oder Gitarre, gelegentlich Schlagzeug und dazu Munroes außergewöhnliche Stimme, frei von Affektiertheit, gefüllt mit Leichtigkeit und knurrender Kraft. Wenn man Black Acid Soul höre, werde man vom Gefühl einer Künstlerin beeindruckt, die endlich ihre Berufung gefunden hat. „Das sind Songs und Performances, die sich tief in einen einbrennen.“

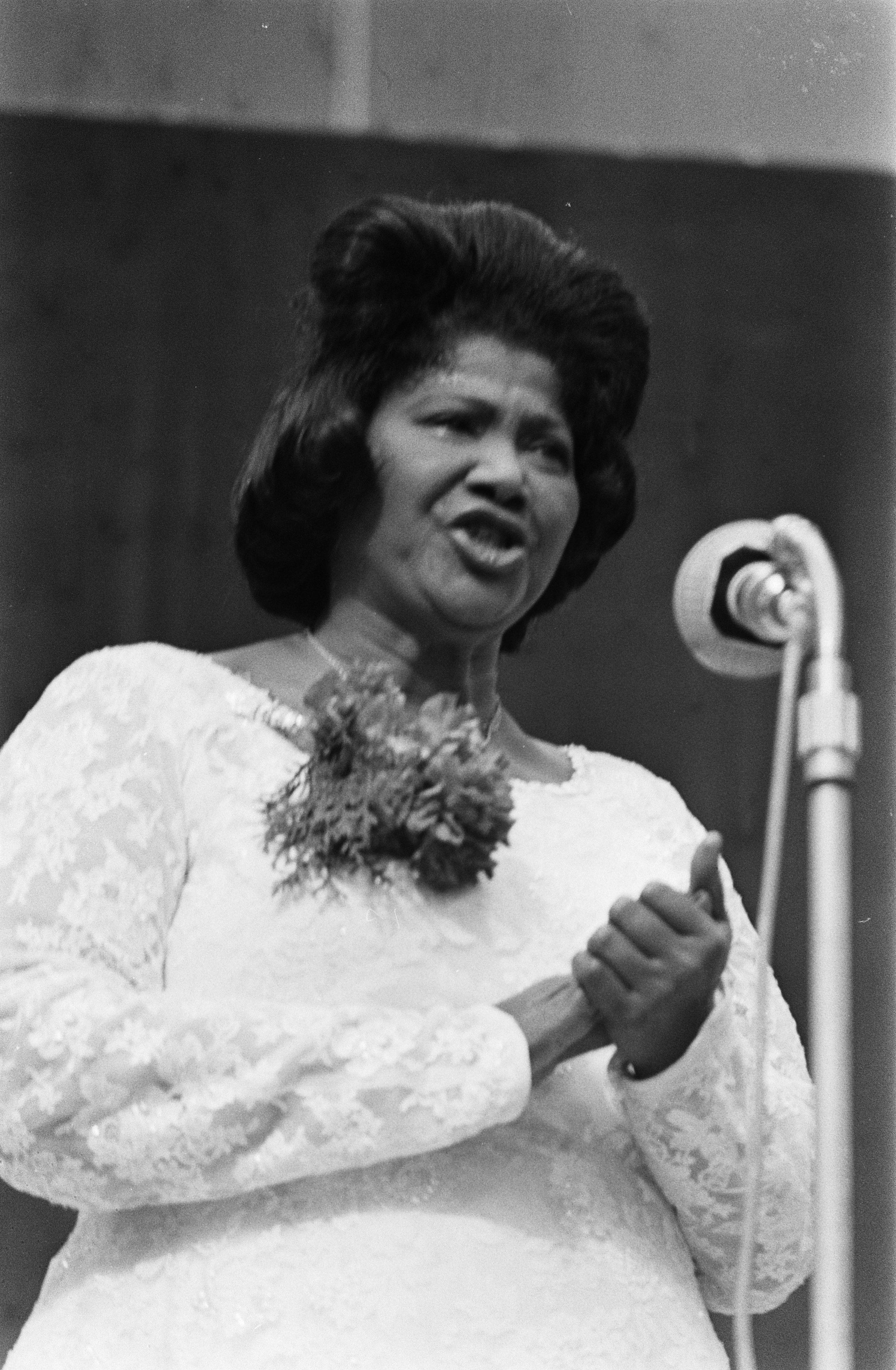
Mahalia Jackson bei einem Auftritt in Utrecht 1964

Frank Alkyer schrieb im Down Beat, dies sei berauschendes, eindringliches, sexy, gefühlvolles, herzzerreißendes Material. Mit einer Stimme, die an eine Kreuzung aus Mahalia Jackson und Nina Simone erinnere, zerreiße einem Lady Blackbird das Herz und fügt es mit diesem elf Songs wieder zusammen. Die Leichtigkeit, das Knurren, das Gurren und die überzeugende Natur ihrer Stimme kommen aus ihr selbst. Als sie etwa in Allen Toussaints Hit „Ruler of My Heart“ fleht: „Come back, come back, come back/ I’ve had enough“ singt, gebe es eine durchdringende Suche nach Liebe, wie sie nur von wenigen Künstlern dargeboten werden könne. Über allem schwebe die Stimme und Kunstfertigkeit dieser neuen und unglaublich aufregenden Künstlerin. „Wir werden noch viele Jahre über dieses Debüt sprechen.“
„Widerstandslos lässt man sich in Lady Blackbirds Bann ziehen“, urteilt Sarah Seidel, die Black Acid Soul im NDR als „Jazz-CD der Woche“ vorstellte. Das Album habe eine Qualität, wie man sie nur alle Jubeljahre mal höre. Da kämen Ausdruck, Wahrhaftigkeit und Verletzlichkeit zum Tragen. Mit hervorragenden Musikern an ihrer Seite entführe Lady Blackbird in eine andere Zeit, in einen anderen Raum. Es sei „eine Art moderne Nina Simone“, die mit den elf Songs dieses Albums „die Geschichte vom Jazz, Blues, R&B und Soul der 1960er Jahre“ wieder lebendig werden lasse, ein „Spektrum zwischen Verlorenheit, Sehnsucht, Aufruhr und Liebe.“
Für Mark Smotroff (Audiophile Review) ist der wahre Höhepunkt in der Mitte des Albums versteckt – mit der Eröffnung von Seite 2 der Vinylversion – einer dramatischen Überarbeitung von Joe Walshs Psych-Rock-Opus „Collage“ aus dem Jahr 1969. Wenn man das Original kennt, das auf der ersten LP von Walshs Originalband The James Gang (Yer’ Album) erschien, werde man von dieser wehmütigen, stimmungsvollen Neuerfindung überwältigt sein. Ein weiteres Highlight sei „Fix It“, das auf dem klassischen Instrumentalstück „Peace Piece“ von Bill Evans basiert, das erstaunlicherweise wie ein eigenständiges und vollständiges Werk klinge und ihren sehr reichen Nina-Simone-Einfluss erneut hervorhebe. Das Solo des Pianisten Deron Johnson füge diesem nebligen Sonntagmorgen-Stimmung „einen schönen Sonnenschauer aus funkelnden Regentropfen hinzu.“
Nach Ansicht von Max Pilley (Loud and Quiet) ist es kaum zu glauben, dass dies nicht der Höhepunkt einer sechs Jahrzehnte währenden Karriere ist, so tief wie Weisheit, Ausdruck und Kontrolle in ihrer Stimme angelegt sind. Es sei nicht nur so, dass Munroe eine kraftvolle Stimme hat oder dass sie großen, jahrhundertealten Schmerz und Kampf vermitteln könne, sondern dass sie aus jeder Wendung Nuancen herausholen kann; es sei oft möglich, ihre Darbietung eines einzelnen Wortes auf verschiedene Weise zu lesen, sie schichte diese Bedeutung in ihre Performance ein. Munroe erkennt, dass jemand, der das Haus mit Leichtigkeit abreißen kann, noch mehr zu sagen hat, wenn er es nicht will.